# 大綱木工区

大綱木工区（おおつなぎ こうく）は、福島県伊達郡川俣町にある国道349号の改良区間である。

## 概要
2011年3月11日に発生した東日本大震災に伴う福島第一原子力発電所事故により周辺の国道6号をはじめとした幹線道路が通行止めになった影響で、阿武隈高地を縦断する国道349号が最寄の迂回路となり、交通量の増大がみられたが、川俣町南部の大綱木地内の区間は狭隘で急カーブの連続する区間が続き、安全な通行の妨げとなっていた。通行規制が解除されたあとも円滑な交通を実現し、被災地域を周辺地域から強力に支援するために「ふくしま復興再生道路」の一つとして当区間が指定され事業化された。大綱木字九日田を境に起点側が大綱木1工区（2.0km）、終点側が2工区（2.2km）として整備が進み、1工区の一部供用開始を経て後に全線の供用が開始された。起点では岩代拡幅区間終端部の口太山トンネル北側坑口に、終点では高根川の河川改修に伴う架け替えで新道が建設されていた仁井町橋に隣接する。
- 起点：伊達郡川俣町大綱木字上境木
- 終点：伊達郡川俣町字仁井町[1]
- 延長：4.2km
- 幅員：6.5（10.25）m
- 事業費：75億円

## 沿革
- 2013年度 - 事業着手
- 2021年
  - 9月3日 - 大綱木2工区のうち1.4kmが一部供用開始
- 2022年
  - 5月20日 - 大綱木2工区の内0.6kmが一部供用開始
  - 8月22日 - 大綱木1工区全線供用開始
- 2023年
  - 3月21日 - 大綱木2工区全線供用開始[2][3][4]
- 2024年
  - 4月2日 - 大綱木字俎板倉山から仁井町に至る旧道区間が国道指定を外され町道へ移管される[5]。

## 道路施設
川原田橋
- 全長：30.0m

字舘ノ腰から字川原田、字仁井町に至り、一級水系阿武隈川水系広瀬川を渡る。

## 接続路線
- 国道349号岩代拡幅 田村方面（川俣町大綱木字上境木 起点）
- 国道349号 仙台方面（川俣町字仁井町　終点）

## 沿線
- 広瀬川